# 加達阿勒山
13°58′30″N 40°24′29″E / 13.975°N 40.408°E
加達阿勒山是埃塞俄比亞的火山，位於該國東北部阿法爾州，屬於埃爾塔阿勒山脈的一部分，是一座複式火山，距離首都亞的斯亞貝巴600公里，海拔高度287米。